# Таловское сельское поселение (Камышинский район)
Та́ловское се́льское поселе́ние — муниципальное образование в составе Камышинского района Волгоградской области.
Административный центр — село Таловка.

## История
Таловское сельское поселение образовано 5 марта 2005 года в соответствии с Законом Волгоградской области № 1022-ОД.

## Население
| 2010  | 2012  | 2013  | 2014  | 2015  | 2016  | 2017  |
| ----- | ----- | ----- | ----- | ----- | ----- | ----- |
| 1395  | ↘1385 | ↘1373 | ↗1376 | ↘1365 | ↘1364 | ↗1373 |
| 2018  | 2019  | 2020  | 2021  |       |       |       |
| ↗1418 | ↘1413 | ↗1415 | ↘1399 |       |       |       |

## Состав сельского поселения
| № | Населённый пункт | Тип населённого пункта       | Население |
| - | ---------------- | ---------------------------- | --------- |
| 1 | Таловка          | село, административный центр | ↘1399     |